# Bernhard Guttmann
Bernhard Guttmann (* 24. Juli 1869 in Breslau; † 20. Januar 1959 in Buchenbach bei Freiburg) war ein deutscher Journalist und Schriftsteller.

## Leben
Von 1899 bis 1930 war er Redaktionsmitglied der Frankfurter Zeitung und ihr Korrespondent in Hamburg, Konstantinopel, von 1907 bis 1914 in London, danach Leiter des Berliner Büros. Auch als promovierter Historiker trat er hervor (insbesondere zur Staats- und Verfassungsgeschichte Englands).
Nach der Machtergreifung der Nationalsozialisten erteilten ihm diese 1935 ein Berufsverbot. Nach 1945 war er Mitbegründer der wiederaufgenommenen Zeitschrift Die Gegenwart.
Seit 1951 war er Mitglied der Deutschen Akademie für Sprache und Dichtung. 1952 erhielt er das Verdienstkreuz der Bundesrepublik Deutschland sowie die Goetheplakette der Stadt Frankfurt am Main.

## Veröffentlichungen (Auswahl)
- Huber und Cox. Ein zeitgenössisches Gespräch, Diederichs, Jena 1916
- Soll Deutschland in den Völkerbund?, Verlag Hans Robert Engelmann, Berlin 1919 (Deutsche Liga für Völkerbund; Neunte Flugschrift)
- Eine Reise nach England, Societäts-Druckerei, Frankfurt am Main 1919 (Flugschriften der Frankfurter Zeitung)
- Bethmann, Tirpitz, Ludendorff. Regierung und Nebenregierung (mit Rudolf Kircher), Societäts-Druckerei, Frankfurt am Main 1919 (Flugschriften der Frankfurter Zeitung)
- England im Zeitalter der bürgerlichen Reform, Deutsche Verlags-Anstalt, Stuttgart 1923
- Tage in Hellas. Blätter von einer Reise, Societäts-Druckerei, Frankfurt am Main 1924
- Die neue Majestät. Roman aus Preußens Anfang, S. Fischer, Berlin 1930
- Das Ende der Zeit, Zähringer Verlag, Freiburg 1948
- Schattenriss einer Generation, 1888-1919, Koehler, Stuttgart 1950
- Das alte Ohr, Societäts-Verlag, Frankfurt am Main 1955. Neuauflage: Suhrkamp Verlag, Frankfurt am Main 1979 (Bibliothek Suhrkamp; Bd. 614)
- Die Zeitung und das Reich. In: Ein Jahrhundert Frankfurter Zeitung, Sonderheft der Gegenwart 1956, S. 3–5